# Dielocroce necrosia
Dielocroce necrosia is een insect uit de familie van de Nemopteridae, die tot de orde netvleugeligen (Neuroptera) behoort. 
Dielocroce necrosia is voor het eerst wetenschappelijk beschreven door Navás in 1913.